# Frédéric François
Frédéric François, nato Francesco Barracato, (Lercara Friddi, 3 giugno 1950), è un cantautore italiano naturalizzato belga.

## Biografia

### Origini e infanzia
Nato il 3 giugno 1950 a Lercara Friddi in Sicilia, in una famiglia italiana di origini modeste, è il secondogenito di Antonina, detta Nina, Salemi e Giuseppe Barracato, detto Peppino. Sua madre era sarta a Lercara, mentre suo padre lavorava in una miniera di zolfo a Lercara e successivamente emigrò in Belgio nel bacino carbominerario di Liegi, dove ottenne un contratto di tre anni come minatore..
Nel 1951 Nina e i suoi due figli raggiunsero il padre a Tilleur. in un convoglio della Croce Rossa. Francesco Barracato crebbe in una famiglia con otto bambini. Peppino cantava per diletto canzoni napoletane a arie d'opera, accompagnandosi con la chitarra e il giovane Francesco aveva solo 10 anni quando cantò per la prima volta in pubblico O Sole Mio in un bar frequentato perlopiù dai siciliani di Tilleur, Le Passage à Niveau.

### Gli esordi
Nel 1963 si avviò alla carriera semi-professionistica come cantante chitarrista in un gruppo, Les Eperviers. Lasciò la scuola tecnica nel 1965 per il Conservatorio di musica di Liegi, nella classe di violino, dove prese in particolare lezioni di dizione, discorso in pubblico e canto.
Nel 1966 entrò in un nuovo gruppo, Les Tigres Sauvages, guadagnando il Microsillon d'Argent al Festival de Châtelet in Belgio, premio che prevedeva l'incisione di un 45 giri. Incide due titoli: Petite fille e Ne pleure pas, con lo pseudonimo di François Bara. Suo padre acquistò i 500 dischi stampati e riuscì a venderli per i juke-box. Il vincitore ottenne inoltre di esibirsi all'apertura dei concerti di tre artisti confermati: Johnny Hallyday, Pascal Danel e Michel Polnareff, il suo idolo.
Nel 1969, il suo incontro con il produttore belga Constant Defourny ebbe come risultato il suo primo contratto con una casa discografica: Barclay-Belgique. Registrò Sylvie nel luglio 1969 e lanciò il suo primo 45 giri con il nome di Frédéric François, in omaggio al compositore Chopin, il cui vero nome di battesimo era Frédéric-François. Fece le sue prime esibizioni da solista nelle sale della regione di Liegi durante il tour dell'orchestra The Best Group: interpretò cinque delle sue composizioni, tra cui naturalmente Sylvie. Lanciò un secondo 45 giri, Les Orgues de Saint Michel, che non ebbe successo, seguito quindi da Marian, accompagnato da un secondo titolo Comme tous les amoureux, scritto in particolare per rappresentare il Belgio al concorso della canzone Eurovision del 1970, ma non venne scelto.

### Anni 1970
Nel 1970, Frédéric François registrò un nuovo titolo Jean, adattamento della colonna sonora del film inglese La strana voglia di Jean di Ronald Neame (1969). Questa canzone, distribuita dall'etichetta AZ, attraversò la frontiera franco-belga, grazie a Lucien Morisse, il direttore dei programmi di Europe 1, che la diffuse dal suo canale permettendo al giovane cantante di entrare per la prima volta nella hit parade, ma ciò non bastò a fargli guadagnare la celebrità. Lanciò in seguito due 45 giri Le pays d'où tu viens e Shabala: il primo venne trasmesso durante Formule J dalla radio belga d'allora, la RTB. L'interesse degli ascoltatori crebbe.
Nel 1970, sposò Monique Vercauteren, figlia di un minatore incontrata un anno prima. Registrò una nuova canzone, parlata, non cantata, I love you je t'aime, facendo un duetto con Monique. La loro prima figlia, Gloria, nacque il 13 febbraio 1971. I love you, je t'aime venne trasmessa nel 1971 a oltranza dalla radio pirata olandese Véronica, che trasmetteva da un'imbarcazione ancorata fuori dalle acque territoriali. Le 30 000 copie vendute di questo singolo vanno considerate il primo riconoscimento vero del pubblico. Ma Monique continuava a lavorare in fabbrica; Frédéric non riusciva a vivere della sua musica e provava un certo sconforto quando compose Comme on jette une bouteille à la mer e Je n'ai jamais aimé comme je t'aime, il cui testo recava la firma del paroliere Marino Atria.
Piazzatosi al numero 1 per tre settimane nell'hit parade della trasmissione Formule J, Frédéric François uscì dall'anonimato, facendo decidere alla sua nuova etichetta, Vogue-Belgique di distribuire il singolo Je n'ai jamais aimé comme je t'aime, con prudenza unicamente nei negozi di dischi francesi del Pas-de-Calais, regione confinante con il Belgio. Le copie vendute furono 250.000. Lui stesso considera questo sesto 45 giri, registrato con il nome di Frédéric François, il suo primo vero successo.
Qualche mese più tardi, nacque il suo secondogenito, Vincent, il 15 maggio 1972. La vera hit arrivò nell'estate del 1972, Je voudrais dormir près de toi, che vendette 500 000 copie e raggiunse il numero 1 in svariati paesi.
Successivamente fu la volta di Laisse-moi vivre ma vie (fine 1972, un milione di copie vendute), Viens te perdre dans mes bras (1973), Chicago (1975), e iniziarono i tour. Fu in questo periodo che nacque il suo terzo figlio, il secondo maschio, Anthony, l'8 gennaio 1976. Frédéric François venne annoverato tra i “cantanti rubacuori”. (come Patrick Juvet, Christian Delagrange, Dave, Mike Brant) ed approfittò del successo fino al 1979, anno in cui l'arrivo della disco music lo scalzò dalle prime posizioni nella hit parade.

### Anni 1980
La traversata del deserto dura tre anni, fino al 1982. Il minimo toccato che lo coinvolge a livello morale ha una conseguenza a livello psicologico: manifesta gravi crisi della sindrome da iperventilazione che non si diradano fino a quando il successo non è di nuovo dietro l'angolo. Arriva grazie alle radio libere, che stanno nascendo e che diffondono a ruota libera il brano Adios Amor (1982), adattamento di una canzone tedesca di Andy Borg da parte del paroliere Michel Jourdan. In poche settimane sono vendute 500 000 copie del 45 giri. È seguito da Aimer (remake M.Jourdan/Andy Borg) nel 1983. Questo ritorno di grazia gli consente di organizzare un nuovo tour, che parte da Haiti, in cui canta per la prima volta.
Nel 1984, firma con Tréma, la casa discografica di Michel Sardou ed Enrico Macias. Fino a quel punto, Frédéric François ha venduto soprattutto 45 giri, nonostante i 13 33 giri pubblicati con Vogue e lancia un nuovo album, Mon cœur te dit je t'aime, tre volte disco d’oro.
La nascita in questo stesso anno della Top 50 stabilisce un punto di svolta decisivo nella sua carriera, perché per la prima volta nella storia discografica i cantanti sono classificati grazie alle loro vendite reali e non in base a classificazioni soggettive. Tuttavia, a Parigi, lo showbiz è ancora reticente. Ha 34 anni quando si esibisce per la prima volta all'Olympia, grazie al suo agente Moïse Benitah, che è riuscito a convincere Jean-Michel Boris e Paulette Coquatrix. Fa il tutto esaurito. E il gradimento per la sua nuova canzone, Je t'aime à l'italienne, è tale che il suo nome sarà di nuovo chiaramente visibile l'anno seguente (1985) sul frontone del grande teatro musicale della rive droite, mentre il suo primo libro, Les yeux charbon (Carrère-Lafon), è un omaggio alla sua famiglia e al suo pubblico.
Il 14 aprile 1987 muore suo padre Peppino Barracato. Il successo del suo nuovo album Une nuit ne suffit pas (prima collaborazione con una paroliera, Michaele) e la preparazione delle esibizioni per la terza volta all'Olympia nel 1988, lo aiutano a superare questo momento difficile.
Nel 1989 canta in 25 città in Canada e negli Stati Uniti (aprile 1989) a Miami e a New York, in cui tiene cinque spettacoli in tre sale diverse: il Brooklyn College e il Queen's College a CUNY e la Townhall Foundation.

### Anni 1990
Durante tre settimane, dal 1º marzo al 18 marzo 1990, Frédéric François si esibisce all'Olympia. La prima sera, uscendo di scena, apprende che la sua quarta figlia, Victoria, sta per nascere mentre stava per interpretare l'ultima canzone dello spettacolo, Je t'aime à l'italienne. Due anni più tardi, occupa la scena del grande music hall della rive droite per un mese intero. Si tratta del periodo più lungo della sua carriera.
Nel 1993, lascia la Tréma per creare la sua casa di produzione, la MBM, per acquisire una totale libertà creativa e firma un contratto con la BMG per la distribuzione. Lancia l'ultimo 45 giri in vinile della sua carriera, L'amour c'est la musique. Quindi il suo primo CD intitolato Tzigane (e anche un primo singolo con lo stesso titolo, l'ultimo 45 giri in Belgio).
Il 20 dicembre 1996, viene ricevuto in udienza privata da Papa Giovanni Paolo II a Roma con altri invitati famosi. In questa occasione, canta per la prima volta a San Pietro, accompagnato da 70 musicisti e dal coro dell'opera di Roma.
Sua madre, da sempre sua ammiratrice, si spegne il 17 agosto 1997. Frédéric François le dedica l'esibizione all'Olympia per l'ottava volta nel marzo 1998, seguita da un tour che attira oltre 300.000 spettatori. Sa che canterà per la prima volta nella sua vita, il concerto è previsto per il 30 maggio 1999, nel suo paese natale Lercara Friddi, in Sicilia. Qualche mese prima di questo evento, registra un album di classici della canzone italiana (Volare, Come Prima, Ciao Ciao Bambina), intitolato Les plus grandes mélodies italiennes. Al suo interno aggiunge inoltre una canzone di famiglia, conosciuta da molti siciliani, La porta abanidduzza, celebrando per la prima volta nella sua carriera il dialetto siciliano. Ai suoi occhi si tratta di un ritorno alle origini e di un modo per festeggiare i suoi trent'anni di successi.
Nel 1999, le edizioni LCJ Productions mettono in vendita la VHS del film Les dédales d'Icare, realizzato da Armand Rocour (1981 Belgio); la colonna sonora del film, Je voyage, è interpretata da Frédéric, che in questo modo ha il suo primo ruolo al cinema.

### Anni 2000
Frédéric François affronta il XXI secolo pubblicando il suo secondo libro, Ma vie (ed. Hors Collection) con la collaborazione del giornalista Serge Igor, in cui si racconta come non aveva mai fatto prima e in cui apre per la prima volta i suoi album fotografici personali.
Il suo tour del 2002-2003 è segnato da oltre 100 spettacoli consecutivi in Francia, Belgio e Svizzera. Decide di rendere omaggio a Tino Rossi, con una rappresentazione dei suoi principali successi nel 2003: Méditerranée, Marinella, Ave Maria, Petit Papa Noël.
Nel 2004, si esibisce per l'undicesima volta all'Olympia, canta per la prima volta della sua carriera in inglese un brano di Elvis Presley, Love Me Tender. Il pubblico gli dedica una standing ovation. Nel 2005, dopo un'assenza dalle sale di registrazione di 3 anni, incide un CD con 15 canzoni, tra cui Et si on parlait d'amour. In poche settimane raggiunge le 200 000 copie vendute.
Nel mese di ottobre 2005, si confessa nella sua terza opera, Autobiographie d'un Sicilien, in cui presenta i suoi valori e i suoi ideali. In quell'anno, alcune ammiratrici gli danno un altro soprannome, oltre al celebre “Frédo”, lo chiamano “La voix de l'amour” (la voce dell'amore).
Frédéric François ama condividere piccoli spezzoni della sua vita privata. Ecco perché l'album distribuito in commercio il 14 giugno 2006, intitolato Mes Préférences, è emblematico, poiché ripercorre le grandi date della sua carriera e della sua vita privata: la canzone interpretata per la prima volta in pubblico all'età di 10 anni, O Sole Mio; il suo primo singolo registrato, Petite fille; il suo primo grande successo, Laisse-moi vivre ma vie ; la canzone scritta in onore di sua madre, Mamina (in dialetto siciliano) ; la dichiarazione alla sua ultimogenita, Victoria, Fou d'elle; il titolo composto per il sesto anniversario della morte di suo padre, Le Strapontin de papa.
Frédéric François rende, a un anno di distanza, due volte Grazie alla vita! La prima il 22 ottobre 2007 con il CD intitolato proprio Merci la vie !, e la seconda volta il 22 ottobre 2008 con la pubblicazione del libro fotografico in cui è consacrato da oltre 300 scatti a opera di Patrick Carpentier, Merci la vie ! edizioni Du Rocher). Tuttavia, si ammala il 26 ottobre 2008, poco prima del suo concerto al forum di Liegi, guarendo grazie a una dose eccessiva di cortisone. Viene ricoverato due volte al policlinico universitario di Liegi. Sono necessari due ricoveri, la prima, che dura praticamente un mese, dal 28 novembre al 22 dicembre 2008 e la seconda di 15 giorni nel mese di febbraio 2009. Mentre è sul letto di ospedale escono l'album live, poi la versione DVD del Tour 2008-Frédéric François, dall' l'Olympia a Forest National, composto da un mix degli spettacoli sui palcoscenici parigini e quelli di Bruxelles.
I medici gli prescrivono riposo assoluto. La sua carriera si ferma per un anno. Canta di nuovo in pubblico, a titolo eccezionale, durante la trasmissione Télévie sull'emittente belga RTL-TVI per la ricerca contro il cancro. Interpreta con sua figlia Victoria Somethin' Stupid di Frank Sinatra, un duetto già proposto a marzo 2008 sulla scena dell'Olympia nel giorno del diciottesimo compleanno di sua figlia. Riprende le attività il 31 ottobre 2009, ricominciando il tour dove l'aveva interrotto: sulla scena del Forum di Liegi.

### Anni 2010
Nel 2010, lancia un nuovo album, Chanteur d'amour, seguito dal libro-oggetto Une vie d'amour, e si esibisce all'Olympia dall'11 al 20 febbraio 2011, poi a Forest National il 5 marzo 2011. Esce un CD intitolato, 40 Succès en or, inclusi in un DVD.
Dopo un anno di tour, il 3 e 4 marzo 2012, ritorna all'Olympia e riceve come invitati i suoi amici Liane Foly e Roberto Alagna.
È inoltre il 20 ottobre 2013 su France 2 a Vivement Dimanche per la promozione del suo nuovo album, Amor Latino, che esce il 21 ottobre 2013; nel corso dello spettacolo canta Qu'as-tu fait de moi et Amor Latino.
Dopo questa trasmissione Michel Drucker dichiarerà che grazie a Frédéric François ha ottenuto il record di ascolti della stagione. L'album Amor Latino segna un'evoluzione nello stile, “Frédéric François” : nasce una vera e propria “commistione di generi musicali”, con la creazione di nuovi stili musicali: classico-pop, rock-tango, r'n b tango, elettro-swing...
Festeggia la sua quattordicesima esibizione all'Olympia dal 28 febbraio 2014 al 9 marzo 2014 per poi partire in tour fino al 2015. Il 18 agosto 2014, esce un cofanetto di 3 CD e il 20 ottobre esce il CD 30 ans d'Olympia - Live 2014.
A dicembre 2014 sua figlia Victoria Barracato realizza il suo nuovo video: Fidèle. In occasione dei festeggiamenti di fine anno 2014, Frédéric François lancia un album “Magie de Noël” in cui sono contenuti i classici della natività, altre canzoni molto famose e un inedito: “Avant Noël”.

## Carriera
Sebbene abbia appena festeggiato i 40 anni di carriera, Frédéric François fa il tutto esaurito ai concerti, le vendite dei suoi dischi hanno superato i 35 milioni di copie, rendendolo il terzo cantante di nazionalità belga più venduto nella storia musicale, dopo Salvatore Adamo et Jacques Brel. Ha ottenuto 85 dischi d'oro, per singoli e album, 15 medaglie d'oro per la vendita di video e DVD. Ha cantato 350 canzoni in 4 lingue.

## Successi principali
- 1971 : Je n'ai jamais aimé comme je t'aime, Vogue
- 1972 : Je voudrais dormir près de toi, Vogue
- 1972 : Laisse-moi vivre ma vie, Vogue
- 1973 : Quand vient le soir on se retrouve, Vogue
- 1973 : Un chant d'amour un chant d'été, Vogue
- 1973 : Viens te perdre dans mes bras, Vogue
- 1973 : Pour toi, Vogue
- 1974 : Il est déjà trop tard / Viens me retrouver
- 1974 : Si je te demande Vogue
- 1975 : Chicago, Vogue
- 1984 : On s'embrasse, on oublie tout, Vogue
- 1984 : Mon cœur te dit je t'aime, Tréma
- 1985 : Je t'aime à l'italienne, Tréma
- 1987 : Une nuit ne suffit pas, Tréma
- 1988 : L'amour s'en va l'amour revient, Tréma
- 1989 : Qui de nous deux, Tréma
- 1990 : Est-ce que tu es seule ce soir, Tréma
- 1993 : Tzigane, MBM-BMG
- 1995 : Les Italos-Américains, MBM-BMG
- 1997 : L'amour fou, MBM-BMG
- 1997 : Je ne t'oublie pas, MBM-BMG
- 2001 : Un slow pour s'aimer, MBM-BMG
- 2005 : Et si l'on parlait d'amour, MBM-BMG
- 2007 : Merci la vie, MBM-Sony/BMG
- 2010 : Chanteur d'amour, MBM-Sony/BMG
- 2013 : Amor Latino, MBM-Sony/BMG

## Discografia

### Singoli
- 1966 : Petite fille, Polydor
- 1969 : Sylvie, Barclay
- 1970 : La nuit n'a pas de couleur, Barclay
- 1970 : Marian, Barclay
- 1970 : Triste Matin, Barclay
- 1970 : Mini maxi Dolly, Barclay
- 1971 : Jean, AZ
- 1971 : Mini maxi Dolly, AZ
- 1971 : Shabala, AZ
- 1971 : I love you, je t'aime, AZ
- 1971 : I love you je t'aime (+suis je né pour pleurer), London-Canada
- 1971 : I love you je t'aime, Ekipo-Espagne
- 1971 : I love you, je t'aime, Vogue-Belgique
- 1971 : I love you ti amo, Rare-Italie
- 1971 : Shabala, Vogue-Belgique
- 1971 : Je n'ai jamais aimé comme je t'aime, Vogue
- 1971 : Ma chance c'est de t'avoir, Vogue-Belgique
- 1972 : Amare è avere te (Ma chance c'est de t'avoir), CBS-Sugar-Vogue
- 1972 : Ma chance c'est de t'avoir, Ekipo-Espagne
- 1972 : Ma vie c'est toi, Vogue
- 1972 : Shabala, Ekipo-Espagne
- 1972 : Je voudrais dormir près de toi, Vogue
- 1972 : Je voudrais dormir près de toi, Vogue-Japon
- 1972 : Laisse-moi vivre ma vie, Vogue
- 1972 : Laisse-moi vivre ma vie, Vogue-Portugal
- 1972 : Laisse-moi vivre ma vie, Vogue-Japon
- 1973 : Quand vient le soir on se retrouve, Vogue
- 1973 : Quand vient le soir on se retrouve, Vogue-Portugal
- 1973 : Pour toi, Vogue
- 1973 : Un chant d'amour, un chant d'été, Vogue
- 1973 : Un chant d'amour, un chant d'été, Vogue-Japon
- 1973 : Tu non sei più' come una volta (laisse moi vivre ma vie), Vogue-Italie
- 1973 : Viens te perdre dans mes bras, Vogue
- 1973 : Viens te perdre dans mes bras, Vogue-Portugal
- 1974 : N'oublie jamais (+ Si je te demande) Vogue
- 1974 : N'oublie jamais (+ Tu veux rester libre) Alvaroda-Portugal
- 1974 : Il est déjà trop tard, Vogue
- 1974 : Tant que je vivrai, Vogue
- 1975 : Mal tu me fais mal, Vogue
- 1975 : Maintenant que tu es loin de moi, Vogue
- 1975 : Chicago (+ Comment veux-tu que je t'oublie), Vogue
- 1975 : C'est Noël (+ C'est Noël avec la chorale), Vogue-Belgique
- 1975 : Tu veux rester libre (+ c'est noël sur la terre), Vogue-Toho records-Japon
- 1975 : Chicago (+ C'est ma faute), Ariola-Allemagne
- 1976 : Baby dollar, Vogue
- 1976 : Fanny Fanny, Vogue
- 1976 : Baby dollar (+ Fanny Fanny), Ariola-Allemagne
- 1976 : San Francisco, Vogue
- 1976 : San Francisco, Vogue-Japon
- 1976 : C'est Noël (+ C'est ma faute), Vogue
- 1977 : On comprend toujours quand c'est trop tard, Vogue
- 1977 : De Venise à Capri, Vogue
- 1977 : De Venise à Capri, Ariola-Allemagne
- 1977 : Belle, tu es belle (+ Valentino), Vogue
- 1977 : Belle, tu es belle (+ Valentino), Ariola-Allemagne
- 1978 : Sois romantique, Vogue
- 1978 : Au dancing de mon cœur, Vogue
- 1978 : Giorgia, Vogue
- 1979 Un amour d'aujourd'hui, Vogue
- 1979 : Via Italia (+ Seul), Vogue
- 1980 : Via Italia (+ N'oublie jamais nous deux), Vogue
- 1980 : Qui t'a dit qu'en ce temps là, Vogue
- 1980 : Je rêve sur mon piano, Vogue
- 1980 : Je rêve sur mon piano, Vogue-Belgique
- 1981 : Je veux chanter la nostalgie, Vogue
- 1981 : Douce Douce, Vogue
- 1982 : J'aimerai te faire du bien ( + Le p'tit yellow submarine), promo Vogue-Modulation-Canada
- 1982 : Un homme dans ta vie (+ Lisa donna Lisa), promo Vogue-Modulation-Canada
- 1982 : On s'aimera toute la vie (duo avec Gloria), Vogue
- 1982 : Adios amor (+ Nous étions des amis), Vogue
- 1982 : Adios amor (+ I love you, je t'aime, en espagnol) Vogue
- 1982 : Je n'ai jamais aimé comme je t'aime, Ekipo-Espagne
- 1982 : Tu veux rester libre, Vogue-Japon
- 1983 : Aimer, Vogue
- 1984 : On s'embrasse, on oublie tout, Tréma
- 1984 : Mon cœur te dit je t'aime, Tréma
- 1985 : Une femme pour toute la vie, Tréma
- 1985 : Je t'aime à l'italienne, Tréma
- 1986 : Quand papa chantait, Tréma
- 1986 : L'aimer encore, Tréma
- 1987 : Nina Ninouschka, Tréma
- 1987 : Une nuit ne suffit pas, Tréma
- 1988 : Çà commence comme une histoire d'amour (+ Un garçon pleure), Tréma-Trans-Canada
- 1988 : L'amour s'en va l'amour revient, Tréma
- 1989 : Une simple histoire d'amour, Tréma
- 1989 : Qui de nous deux, Tréma
- 1990 : C'est toi qui pars, Tréma
- 1990 : Est-ce que tu es seule ce soir, Tréma
- 1991 : Je me battrai pour elle, Tréma
- 1992 : Je ne te suffis pas, Tréma
- 1992 : Bleu méditerranée, Tréma
- 1992 : Encore une nuit sans toi, Tréma
- 1993 : L'amour c'est la musique, MBM-BMG
- 1993 : Tzigane, MBM-BMG-ARIOLA Belgique

### Singoli laser
- 1990 : Est ce que tu es seule ce soir, Tréma-Pathé Marconi
- 1991 : Je me battrai pour elle, Tréma-Pathé Marconi
- 1992 : Je ne te suffis pas, Tréma-Sony music
- 1992 : Bleu méditerranée, Tréma-Sony music
- 1992 : Encore une nuit sans toi, Tréma-Sony music
- 1993 : L'amour c'est la musique, MBM-BMG
- 1993 : Tzigane, MBM-BMG
- 1993 : Si tu t'en vas, MBM-BMG
- 1994 : Fou d'elle (Live Olympia 94), MBM-BMG
- 1995 : Les Italo-Américains, MBM-BMG
- 1995 : En plein soleil, MBM-BMG
- 1995 : Y a-t-il quelqu'un ?, MBM-BMG
- 1995 : O Sole mio, MBM-BMG
- 1996 : Funiculi Funicula (promo), MBM-BMG
- 1996 : Luna Rossa (promo live Olympia 96), MBM-BMG
- 1997 : L'amour fou, MBM-BMG
- 1997 : Je ne t'oublie pas, MBM-BMG
- 1997 : Chiquita, MBM-BMG
- 1997 : Le jardin de mr Paul, MBM-BMG
- 1998 : Je veux tout, MBM-BMG
- 1999 : Volare, MBM-BMG
- 2001 : Mourir d'amour (promo live Olympia 2000), MBM-BMG
- 2001 : Un slow pour s'aimer, MBM-BMG-Une Musique
- 2002 : Ensemble on gagnera, MBM-BMG-Une Musique
- 2002 : Tant qu'il y aura des femmes, MBM-BMG
- 2002 : Petite maman (édition bonus), MBM-BMG-Une Musique
- 2003 : Méditerranée/Quand Tino chantait, MBM-BMG
- 2003 : Paix sur la terre (versions studio/live), MBM-BMG
- 2005 : Et si on parlait d'amour (promo), BMG Media
- 2005 : Tu sais bien, MBM-Sony-BMG
- 2007 : Une rose dans le désert, MBM-BMG-Sony-Columbia-Vogue
- 2007 : L'amour c'est comme le tango, MBM-BMG-Sony-Columbia-Vogue
- 2008 : Somethin' stupid (promo live tour 2008), MBM-Sony-BMG
- 2009 : Somethin' stupid + clip (live tour 2008), MBM-Sony Music
- 2010 : C'est plus fort que moi /Chanteur d'amour /Ils font un rêve, MBM-Sony Music
- 2011 : La Tarentelle d'amour (promo tour 2011), MBM-Sony Music
- 2012 : Je n'ai pas fini de t'aimer, MBM-Sony Music
- 2013 : Amor latino /Qu'as tu fait de moi/Ok pour t'emmener, MBM-Sony Music

### Album
- 1971 : I love you, je t'aime, Vogue
- 1971 : I love you, je t'aime, London-Canada
- 1972 : Je voudrais dormir près de toi, Vogue
- 1972 : Je voudrais dormir près de toi, Vogue-Belgique
- 1972 : Je voudrais dormir près de toi, Vogue-Espagne
- 1972 : Je voudrais dormir près de toi, Vogue-Argentine
- 1973 : Laisse-moi vivre ma vie, Vogue
- 1973 : Viens te perdre dans mes bras, Vogue
- 1973 : Ma vie en musique (version instrumentale, vol 1), Vogue
- 1973 : 12 premiers succès de Frédéric François, Vogue-Japon
- 1974 : Tant que je vivrai, Vogue
- 1974 : Tant que je vivrai, Vogue-Japon
- 1974 : Viens te perdre dans mes bras, Vogue-Japon
- 1975 : Chicago, Vogue
- 1976 : San Francisco, Vogue
- 1976 : Ma vie en musique, Vogue-Argentine
- 1977 : Belle tu es belle, Vogue
- 1977 : Laisse-moi vivre ma vie, Vogue-Japon
- 1978 : Giorgia, Vogue
- 1979 : Giorgia, Vogue-Argentine
- 1980 : Qui t'a dit qu'en ce temps là, Vogue
- 1981 : Je veux chanter la nostalgie, Vogue
- 1981 : Un chant d'amour un chant d'été, Vogue-Japon
- 1982 : Adios amor, Vogue
- 1983 : Aimer, Vogue
- 1984 : Mon cœur te dit je t'aime, Tréma
- 1985 : Je t'aime à l'italienne, Tréma
- 1986 : L'aimer encore, Tréma
- 1988 : Une nuit ne suffit pas, Tréma
- 1988 : Live de l'Olympia, Tréma
- 1989 : L'amour s'en va, l'amour revient, Tréma
- 1990 : Qui de nous deux, Tréma
- 1990 : Olympia 90, Tréma
- 1991 : Est-ce que tu es seule ce soir, Tréma
- 1992 : Je ne te suffis pas, Tréma

### Album laser
- 1984 : Mon cœur te dit je t'aime, Tréma
- 1985 : Je t'aime à l'italienne, Tréma
- 1986 : L'aimer encore, Tréma
- 1988 : Une nuit ne suffit pas, Tréma
- 1988 : Live de l'Olympia, Tréma
- 1989 : L'amour s'en va, l'amour revient, Tréma
- 1990 : Qui de nous deux, Tréma
- 1990 : Olympia 90, Tréma
- 1991 : Est-ce que tu es seule ce soir, Tréma
- 1992 : Je ne te suffis pas, Tréma
- 1990 : Olympia 90, Tréma
- 1991 : Est-ce que tu es seule ce soir, Tréma
- 1992 : Je ne te suffis pas, Tréma
- 1993 : Tzigane, MBM-BMG
- 1994 : Les chansons de mon cœur, MBM-BMG
- 1994 : Olympia 94, MBM-BMG
- 1995 : Les Italo-Américains, MBM-BMG
- 1995 : Les plus grandes chansons napolitaines, MBM-BMG
- 1996 : Album d'or, MBM-BMG
- 1996 : Olympia 96, MBM-BMG
- 1997 : Les chansons de mon cœur vol 2, MBM-BMG
- 1997 : Je ne t'oublie pas, MBM-BMG
- 1998 : Olympia 98, MBM-BMG
- 1998 : Best of de mes Olympia, MBM-BMG
- 1998 : Pour toi Maman édition spéciale 4 CD MBM-BMG
- 1999 : Les plus grandes mélodies italiennes, MBM-BMG
- 1999 : Frédéric François « Le collector », MBM-BMG
- 2000 : Olympia 2000, MBM-BMG
- 2001 : Un slow pour s'aimer, MBM-BMG
- 2001 : 60 chansons 3 CD, MBM-BMG
- 2001 : L'essentiel, MBM-BMG
- 2002 : Frédéric François chante Noël, MBM-BMG
- 2003 : Olympia 2002 spectacle intégral, MBM-BMG
- 2003 : Les romances de toujours, MBM-BMG
- 2004 : 30 chansonsde légende, MBM-BMG
- 2004 : Un été d'amour, MBM-BMG
- 2005 : Bailamos, MBM/Sony-BMG
- 2005 : Et si l'on parlait d'amour, MBM/Sony-BMG
- 2005 : Olympia 2005, MBM/Sony-BMG
- 2006 : Les chansons mythiques des années 70, MBM/Sony-BMG
- 2006 : Les indispensables, MBM/Sony-BMG
- 2006 : Mes préférences, MBM/Sony-BMG
- 2007 : Pour toi maman 2007, MBM/Sony-BMG
- 2007 : Une vie d'amour, MBM/Sony-BMG
- 2007 : Merci la vie, MBM/Sony-BMG
- 2008 : 20 ans d'Olympia, MBM/Sony-BMG
- 2008 : Tour 2008 de l'Olympia à Forest National, MBM/Sony-BMG
- 2010 : Chanteur d'amour, MBM/Sony-BMG
- 2011 : 40 succès en or, MBM/Sony-BMG
- 2011 : Tour 2011-Le spectacle anniversaire, MBM/Sony-BMG
- 2012 : Je n'ai pas fini de t'aimer / Parler d'amour, MBM/Sony-BMG
- 2012 : Pour toi maman 2012, MBM/Sony-BMG
- 2012 : Album d'Or 2012, MBM/Sony-BMG
- 2012 : L'intégrale 1992 à 2012, MBM/Sony-BMG
- 2013 : Amor Latino, MBM/Sony-BMG
- 2014 : Best of - 3CD, MBM/Sony-BMG
- 2014 : 30 ans d'Olympia - Live 2014, MBM/Sony-BMG
- 2014 : La Magie de Noël, MBM/Sony-BMG
- 2015 : Fidèle, MBM/Sony-BMG*
- 2015 : 30 ans d'Olympia - Live 2014 - includes a DVD MBM/Sony-BMG

## Materiale video
- 1990 : Forest National 1990 - Live 90
- 1994 : Spectacle au Canada - Live 94
- 1996 : 25 ans d'Amour - Olympia 1996
- 1998 : Olympia 1998 - Live 98
- 2000 : 2000 ans D'amour - Olympia 2000
- 2000 : La vidéo du Siècle
- 2001 : Karaoké
- 2003 : Olympia 2002 - Live 2002
- 2006 : Olympia 2005 - Live 2005
- 2006 : Olympia 2002, Olympia 2005 et Karaoké
- 2008 : Ma vidéo d'Or - 20 ans d'images coup de coeur
- 2009 : Tours 2008 de l'Olympia à Forest National - Live 2008
- 2009 : La vidéo d'Or de mes tendre années
- 2011 : Tours 2011 - Spectacle Anniversaire
- 2015 : 30 ans d'Olympia - Olympia 2014

## Audiovisivi
È durante l'estate 1969 che si sente cantare per la prima volta Frédéric François alla radio: sulla stazione belga RTBF. Interpreta Sylvie. Partecipa da ospite a questo primo spettacolo radiofonico qualche settimana dopo sulla stessa stazione.
In Francia, nel 1970, è Europe 1 che trasmette per la prima volta una canzone di Frédéric François, Jean, che entra per la prima volta in una classifica di hit parade: quella della stazione. Nel secondo semestre del 1971, Je n'ai jamais aimé comme je t'aime viene trasmessa per la prima volta nella trasmissione radio “Formule J” della stazione belga RTBF. Questa canzone rimane al primo posto per 13 settimane. I francesi di Nord-Pas-de-Calais, che ascoltano molto le radio che trasmettono dal Belgio, non riescono a trovare questo 45 giri nei loro negozi di dischi, poiché non viene distribuito in Francia e attraversano la frontiera per comprarlo nei negozi di dischi belgi.
Partecipa alla sua prima trasmissione radiofonica in Francia nel 1972, su Europe N°1, in “5, 6, 7”, presentata da Jacques Ourévitch, al momento dell'uscita del singolo Je voudrais dormir près de toi. Nello stesso studio, si nota inoltre la presenza di Michel Berger e Michel Jonasz che fanno il loro debutto.
La sua prima trasmissione televisiva viene trasmessa nel 1972, sull'unico canale francese dell'epoca, ORTF. Presentata da Guy Lux, viene trasmessa in diretta dalla festa del vino bianco novello a Nogent-sur-Marne (Val-de-Marne). Viene trainato su un carro in compagnia di Mike Brant ed entrambi sono trasportati per le vie della città.
Lo stesso anno partecipa alla sua seconda trasmissione televisiva: “Midi-Première” presentata da Danièle Gilbert e Jacques Martin. Qui incontra per la prima volta il suo compatriota italo-siciliano-belga, Salvatore Adamo, già molto famoso. Quel giorno nasce un'amicizia indistruttibile tra i due.
Nel 1973, il presentatore Christian Morin su Europe N°1 è il primo a utilizzare il soprannome “Frédo” per indicarlo, nel corso della trasmissione “Le hit parade” alla quale ha partecipato per offrire un regalo all'acquirente numero 1 milione del suo ultimo 45 giri, Laisse-moi vivre ma vie.
Nel dicembre 1974, canta in diretta su RTL. Non è nello studio principale, ma nella chiesa di Chesnay dans les Yvelines davanti a cento bambini e ai loro genitori. Il ricavato dell'evento è devoluto ai bambini disabili di Garches (Hauts-de-Seine) e ai bambini orfani di padre della fondazione Le Nid de la ville d'Antony. All'inizio del 1975, durante la trasmissione “Samedi est à vous”, presentata da Bernard Golay sul primo canale dell'ORTF, si classifica primo ex aequo, con Mike Brant, alla domanda : Chi è il vostro cantante preferito? posta ai telespettatori.
Dal 1975 al 1979, partecipa alla trasmissione “Ring-Parade” su Antenne 2 presentata da Guy Lux e Jean-Pierre Foucault.
La radio è determinante nella carriera di Frédéric François, poiché è grazie alle emittenti libere agli albori, che ottiene il successo, poiché trasmettevano molto spesso Adios Amor nel 1982, facendolo uscire da tre anni di oblio.
Dal 1983 al 1998, è invitato numerose volte presso L’École des Fans di Jacques Martin durante la trasmissione Dimanche Martin.
Dal 1984, Pascal Sevran si rivolge regolarmente a lui in La Chance aux Chansons. Nel 1995, è l'invitato principale della sua trasmissione durante un'intera settimana, in occasione dell'uscita del suo secondo album Les Italos-Américains.
Nel 1988, risponde presente al lancio della nuovissima trasmissione del canale belga RTL-TVI, “Télévie”, che raccoglie fondi per la leucemia. Si impegna a partecipare ogni anno, fino a oggi. In Francia, nel corso di “Sacrée Soirée” di Jean-Pierre Foucault nel 1988, suo figlio Anthony gli fa la sorpresa interpretando Chicago accompagnato dalla sorella Gloria (chitarra) e dal fratello Vincent (piano).
Il 17 dicembre 1988, Patrick Sabatier gli dedica una trasmissione di “Avis de Recherche” su TF1. Si riunisce insieme ai suoi sette fratelli e sorelle per la prima volta in uno studio televisivo. Sua moglie Monique ha cantato solo una volta in pubblico, durante “Sacrée Soirée”, per san Valentino il 14 febbraio 1991, in cui duetta con lui in Mon cœur te dit je t'aime.
Il 12 aprile 1991, “Tous à la Une” gli richiede di essere il redattore capo straordinario su TF1. Frédéric Mitterrand gli dedica il suo show “C'est notre vie” il 17 giugno 1994. È nel corso di quell'evento che incontra l'attrice che lo aveva fatto sognare durante la giovinezza: Gina Lollobrigida. Improvvisa alla chitarra Le Chaland in italiano, poiché afferma che è una delle canzoni preferite dell'attrice e che ha fatto da leitmotiv a più film di successo in Italia.
Nel 1999, RTL-TVI e Marylène Bergmann lo celebrano con una trasmissione speciale registrata in diretta al Cirque Royal de Bruxelles. Il 25 aprile 2009, è padrino di una nuova trasmissione sul canale belga RTL-TVI intitolata “Au cœur de Télévie “ per far comprendere meglio grazie a reportage e a interviste il flagello del cancro. Lo stesso giorno, sullo stesso canale è presente come ogni anno a “Télévie” per la ricerca su tutte le forme di cancro. È nel corso di quella serata che canta di nuovo per la prima volta, dopo una pausa di tutte le attività di sei mesi.
In Francia, da dove mancava dalle luci della ribalta dal 17 ottobre 2008 al Micropolis de Besançon, ci tiene a mostrare ai telespettatori che va meglio, facendo loro la sorpresa di comparire il 14 maggio 2009 nella trasmissione di Sophie Davant, “C’est au programme”, su France 2. Alla radio, rompe il silenzio una sola volta, a richiesta di Dave che presenta tutta l'estate una Top 50 new-look su Europe 1. La sequenza viene trasmessa il 17 agosto 2009.
Nel 2010, durante la trasmissione Chabada di Daniela Lumbroso, Frédéric François è accompagnato da Salvatore Adamo e dal tenore Roberto Alagna. Nessuno dei tre cantanti rispetterà il programma iniziale (dovevano rendere omaggio rispettivamente a Polnareff, Brassens e Luis Mariano) e insieme, danno vita a un ambiente “siciliano” sul palcoscenico, facendo rivivere musicalmente i ricordi della loro infanzia.
Nel 2011, in occasione di una puntata di “Vivement Dimanche” dedicato all'Italia, Michel Drucker invita Frédéric François, che sul palco ritrova Ornella Muti, Arturo Brachetti e ancora Les Prêtres. Lo stesso anno, Stéphane Pauwels lancia sul canale belga RTL-TVI una nuova trasmissione, “Les orages de la vie”, che si pone la finalità di mostrare che anche i più grandi artisti hanno conosciuto tempi bui. Chiede a Frédéric François di essere il primo “soggetto” della sua trasmissione e in questa occasione lo riporta a Tilleur, il quartiere della sua giovinezza, nella casa in cui abitavano i suoi genitori, quando il suo primo produttore, Constant Defourny, venne a bussare alla loro porta.
Durante gli anni 2010, Frédéric François è regolarmente ospite di numerose trasmissioni come, Les Années Bonheur di Patrick Sébastien, Les Grands du Rire d'Humbert Ibach, presentato da Yves Lecoq, o anche Face à Face del canale RTL-TVI.
All'inizio del 2014, Frédéric viene invitato alla trasmissione “C'est au programme” di Sophie Davant, nel corso della quale lo scrittore Marc Lévy gli rende un caloroso omaggio, come se avesse scritto il destino eccezionale del piccolo Francesco Barracato. Frédéric è estremamente emozionato, al punto di desiderare di incorporare tale video nel suo nuovo tour, in una sequenza “Hommage à mon père”.

## Premi
- 1999 : Cavaliere delle arti e delle lettere all'ordine di Leopoldo II, per mano del ministro della cultura belga, Pierre Hazette[11].
- 2008 : Cittadinanza onoraria della città di Wanze (Belgio).
- 2009 : Commendatore dell'Ordine al Merito della Repubblica Italiana, per mano del console italiano a Liegi, con approvazione del Presidente del consiglio Silvio Berlusconi. Questo riconoscimento gli è stato consegnato davanti a 10.000 a Blégny-Mine, l'unico museo minerario del Belgio. È il primo artista italiano di origini immigrate a ricevere tale riconoscimento[12].
- 2011 : Ambasciatore della Provincia di Liegi
- 2012 : Chiavi della sua città natale, Lercara Friddi, Provincia di Palermo - Sicilia (equivalente alla cittadinanza onoraria)
- 2013 : Cuore di cristallo per mano del primo ministro belga Elio Di Rupo.